# 菲律宾驻哥伦比亚大使馆
菲律宾驻哥伦比亚大使馆（英語：Embassy of the Philippines, Bogotá），是菲律宾共和国驻哥伦比亚共和国的最高外交代表机构。该大使馆位于波哥大北部查皮内罗区，于2024年启用。

## 历史
菲律宾和哥伦比亚早在1946年就建立了外交关系，其后，两国并没有马上互派常驻大使，直到哥伦比亚于2017年在马尼拉设立了大使馆，而菲律宾驻巴西大使馆则长期兼辖菲對哥伦比亚的外交业务。
2018年底，在哥伦比亚驻菲律宾大使馆启用后不久，菲律宾就开始考虑在哥伦比亚开设常驻外交代表机构。2019年2月18日，在菲律宾驻德国大使馆新馆开幕式上，外交部部长特奥多罗·洛钦宣布菲律宾外交部有计划在未来五年内开设驻哥伦比亚大使馆。哥伦比亚驻菲律宾大使维克多·埃奇维里随后不久也透露了这一想法可能实现。2023年，哥伦比亚驻菲律宾大使馆在与在地哥伦比亚裔社区的一次会议上宣布，菲律宾大使馆将于次年开放投用，在2024年8月14日两国第六次双边磋商会议上，哥伦比亚外交部证实菲律宾政府已派出一个团队前往波哥大为使馆的开放投用做准备。在会议上，哥伦比亚外交部副部长表示，大使馆的开放是“菲律宾致力于加强与拉丁美洲关系的明确信号” ，成为继印度尼西亚之后第二个在哥伦比亚设有常驻外交使团的东南亚国家。
设立使馆的先遣团队宣布，他们已于2024年8月25日抵达波哥大，准备在使馆完成所有开馆所需程序后立即开始提供领事服务。使馆于2024年10月7日全面开放领事服务，10月17日大使馆即接待第一批来自菲律宾的访客。

## 办公地点
菲律宾大使馆的办公楼最初设在NH酒店的一个房间里，该酒店毗邻波哥大世界贸易中心。此后不久，大使馆在同一街区更南边的街角处获得了办公空间。

## 员工和活动
菲律宾驻波哥大大使馆暂时由一名代办领导，等待菲律宾政府任命新大使。现任代办是朱迪·B·拉松。候任大使是阿德里安·伯尼·C·坎多拉达，他由总统小马科斯于2024年6月25日任命。在担任大使之前，坎多拉达是一名职业外交官，曾担任菲律宾驻新加坡大使馆总领事，并担任该大使馆的二把手。任命委员会于2024年8月7日确认了他的任命。
菲律宾驻哥伦比亚大使馆的领区除哥伦比亚全境外，亦包括厄瓜多尔、委内瑞拉二国。